# David Bustos
David Bustos González (Palma di Maiorca, 25 agosto 1990) è un mezzofondista spagnolo.

## Palmarès
| Anno | Manifestazione    | Sede           | Evento       | Risultato  | Prestazione | Note |
| ---- | ----------------- | -------------- | ------------ | ---------- | ----------- | ---- |
| 2008 | Mondiali juniores | Bydgoszcz      | 1500 m piani | Batteria   | 3'48"54     |      |
| 2009 | Europei juniores  | Novi Sad       | 1500 m piani | Oro        | 3'43"19     |      |
| 2010 | Mondiali indoor   | Doha           | 800 m piani  | Semifinale | 1'47"05     |      |
| 2010 | Europei           | Barcellona     | 800 m piani  | Semifinale | 1'49"08     |      |
| 2011 | Europei indoor    | Parigi         | 800 m piani  | Semifinale | 1'50"46     |      |
| 2011 | Europei under 23  | Ostrava        | 1500 m piani | Bronzo     | 3'50"59     |      |
| 2012 | Mondiali indoor   | Istanbul       | 1500 m piani | Batteria   | 3'43"66     |      |
| 2012 | Europei           | Helsinki       | 1500 m piani | Bronzo     | 3'46"45     |      |
| 2012 | Olimpiadi         | Londra         | 1500 m piani | Batteria   | 3'41"34     |      |
| 2013 | Europei indoor    | Göteborg       | 1500 m piani | 8º         | 3'40"14     |      |
| 2013 | Mondiali          | Mosca          | 1500 m piani | Batteria   | 3'41"69     |      |
| 2014 | Europei           | Zurigo         | 1500 m piani | 6º         | 3'46"92     |      |
| 2015 | Mondiali          | Pechino        | 1500 m piani | Semifinale | 3'42"48     |      |
| 2016 | Europei           | Amsterdam      | 1500 m piani | Argento    | 3'46"90     |      |
| 2016 | Olimpiadi         | Rio de Janeiro | 1500 m piani | 7º         | 3'51"06     |      |
| 2017 | Mondiali          | Londra         | 1500 m piani | Batteria   | 3'47"52     |      |